# Albert Schubert
Albert Schubert (* 11. August 1923 in Groß Beuchow) ist ein ehemaliger Generalmajor des Ministeriums für Staatssicherheit (MfS) der DDR. Er war von 1957 bis 1984 Leiter der Ermittlungsabteilung.

## Leben
Schubert wurde 1923 als Sohn eines Landarbeiters in Groß Beuchow (Landkreis Calau) geboren. Nach der Volksschule nahm er 1938 eine Lehre als Müller auf. Im Jahr 1941 erfolgte seine Einberufung zum Wehrdienst bei der Kriegsmarine, wo er zuletzt als Maat auf einem Schulschiff diente.
Nach dem Krieg arbeitete er als Fliesenpresser in Boizenburg. Er trat 1947 der SED bei. Nach einer zwischenzeitlichen Beschäftigung als Holzarbeiter trat er in den Dienst der Volkspolizei beim Kreispolizeiamt Hagenow, wo er 1949 zum Leiter des Kommissariats 5 (politische Polizei) ernannt wurde.
Ab Februar 1950 war Schubert für die Kreisdienststelle Hagenow des MfS tätig, ehe er 1951 die Leitung der Kreisdienststelle Grevesmühlen übernahm. 1952 wurde er zum Leiter der Abteilung V (Staatsapparat, Kultur, Kirchen, Untergrund) der MfS-Bezirksverwaltung Schwerin ernannt. Es folgten 1954 Posten als Stellvertreter Operativ des Leiters der Bezirksverwaltungen Schwerin und 1956 in Rostock. Im Rang eines Oberstleutnants wurde er 1957 zum Leiter der Hauptabteilung VIII (Observation/Festnahmen) des MfS in Berlin ernannt, die er dann 27 Jahre leitete. Von 1963 bis 1964 besuchte er die Bezirksparteischule „Friedrich Engels“ in Berlin und absolvierte von 1966 bis 1968 ein Fernstudium an der Juristischen Hochschule der Staatssicherheit in Potsdam-Eiche. Schubert wurde 1965 zum Oberst befördert und am 29. Februar 1972 von Erich Honecker zum Generalmajor der Staatssicherheit ernannt. 1975 wurde Schubert zum Dr. jur. an der Stasi-Hochschule Potsdam mit einer Arbeit über die „gewachsene sicherheitspolitische Stellung der operativen Beobachtung im Gesamtsystem der politisch-operativen Arbeit des MfS“ promoviert. 1981 erhielt er den Vaterländischen Verdienstorden in Gold. 1984 wurde er aus gesundheitlichen Gründen entlassen. Seine Nachfolge trat Karli Coburger an, Schubert lebt seither als Rentner in Berlin.
Nach Ermittlungen des Generalbundesanwalts beim Bundesgerichtshof in Karlsruhe wurde Schubert am 3. Juni 1992 festgenommen. Im Dezember 1992 wurde wegen Anstiftung zu gemeinschaftlich begangenem versuchtem Mord Anklage gegen ihn erhoben. Hintergrund waren die gescheiterten Attentate auf den in die Bundesrepublik geflüchteten Siegfried Schulze und den Fluchthelfer Julius Lampl. 
Das Verfahren gegen Schubert wurde wegen Verhandlungsunfähigkeit eingestellt.
Schubert ist Mitglied der geschichtsrevisionistischen Gesellschaft zur Rechtlichen und Humanitären Unterstützung (GRH).